# 土地に関する布告

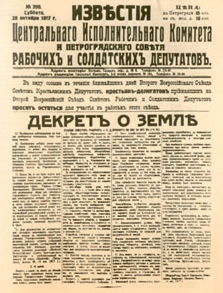
土地に関する布告

土地に関する布告（とちにかんするふこく、ロシア語: Декрет о земле）は、1917年11月8日（ユリウス暦10月26日）に労働者・兵士代表ソヴェト第二回全ロシア大会が採択した布告。

## 内容
(1) 地主的土地所有はいっさいの買取金なしにただちに廃止される。
(2) 地主所有地、ならびに皇室、修道院、教会のすべての土地は、そのいっさいの家畜と農具、農業用建物、すべての付属施設もろとも、憲法制定議会まで、郷の土地委員会および郡農民代表ソヴェトの処理にうつされる。
(3) 今後全人民に属する没収財産をいささかでも損傷することは、革命裁判所によって処罰されるべき重罪と宣言される。
(4) 憲法制定議会によって土地改革が最後的に解決されるまでは、242の地方農民要望書をもとにして『全ロシア農民代表ソヴェト通報』編集局が作成した農民要望書が、土地改革を実現するための指針とならなければならない。
(5) 普通の農民と普通のカザックの土地は没収されない。